# 라몬 페레스 데 아얄라

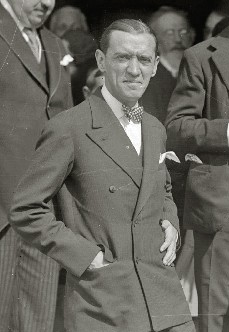
1931년

라몬 페레스 데 아얄라(Ramón Pérez de Ayala, 1880년 8월 9일 – 1962년 8월 5일)는 에스파냐의 시인·소설가·비평가이다.
공화정부 때 대사로 영국에 주재했으며 그 후 아르헨티나에 망명한 일도 있었다. 처음에는 시나 평론을 발표하고 있었는데 후에는 세련된 문장에 비꼬는 듯한 유머를 섞은 지적인 소설을 썼다. <시적 소설집>(1916), <벨라르미노와 아폴로니아>(1921), <호랑이 환>(1926)이 대표작이다.